# Pädagogischer Austauschdienst
Der Pädagogische Austauschdienst (PAD) organisiert den internationalen Austausch im schulischen Bereich. Er wurde 1952 gegründet und ist der Kultusministerkonferenz (Ständige Konferenz der Kultusminister der Länder in der Bundesrepublik Deutschland) angeschlossen. Seine Arbeit soll internationale Begegnungen ermöglichen, den Fremdsprachenunterricht in Deutschland durch den Einsatz von jungen Muttersprachlern verbessern, die Verbreitung des Deutschen als Fremdsprache im Ausland fördern und deutschen Pädagogen durch Austauschprogramme die Möglichkeit geben, sich fortzubilden und Erfahrungen im Ausland zu sammeln.

## Geschichte
Die Gründung des Pädagogischen Austauschdienstes wurde am 10. August 1951 von den Kultusministern der damals 12 Länder der Bundesrepublik Deutschland auf einer Sitzung in Königswinter beschlossen. Er sollte eine zentrale Anlaufstelle für den Schüler- und Lehreraustausch darstellen. Der PAD war zu Beginn im April 1952 eine Zweigstelle im Deutschen Akademischen Austauschdienst, wurde dann aber im Oktober 1955 dem Sekretariat der Kultusministerkonferenz angegliedert. Zu den ersten Programmen des PAD, die auch heute noch gefördert werden, gehörten der Austausch für angehende Lehrkräfte (Programm für Fremdsprachenassistenz) und das Internationale Preisträgerprogramm für Schülerinnen und Schüler aus heute rund 90 Staaten weltweit, die sich durch besondere Leistungen im Unterrichtsfach Deutsch ausgezeichnet haben. Heute betreut der PAD über 40 Programme für den europäischen und internationalen Austausch im Schulbereich.

## Programme und Aufgaben
In den Aufgabenbereich des Pädagogischen Austauschdienstes fallen die Programme für Fremdsprachenassistenten. Diese ermöglichen es angehenden Fremdsprachenlehrern, als Fremdsprachenassistenten in einem Land ihrer Zielsprache zu arbeiten. Die Bundesrepublik unterhält bilaterale Austauschprogramme mit Australien, Belgien, China, Frankreich, Großbritannien, Irland, Italien, Kanada, Mexiko, Neuseeland, Norwegen, Schweiz, Spanien und den USA.
1995 übernahm der PAD zusätzlich die Aufgaben einer Nationalen Agentur für EU-Bildungsprogramme im Schulbereich. Mit dem von 2014 bis 2020 laufenden Programm Erasmus+, das ab 2021 um weitere 7 Jahre verlängert wurde, können Schulen und vorschulische Einrichtungen europäischen Austausch finanzieren und organisieren.
Seit 2013 ist das europäische Schulnetzwerk eTwinning beim Pädagogischen Austauschdienst angesiedelt. Auf der Plattform von eTwinning können Schüler und ihre Lehrkräfte in einem geschützten virtuellen Klassenraum an gemeinsamen Unterrichtsprojekten arbeiten. eTwinning verbindet so Schulen sowie vorschulische Einrichtungen in Europa. Auch deutsche Einrichtungen können miteinander kooperieren. Das umfangreiche Fortbildungsangebot umfasst Seminare im In- und Ausland sowie Onlinekurse. Die Plattform unterstützt damit Lehrkräfte auf dem Weg zu einer medienpädagogisch und europäisch ausgerichteten Schule.
Der Pädagogische Austauschdienst ist Partner der Initiative „Schulen: Partner der Zukunft“, die das Auswärtige Amt 2008 ins Leben gerufen hat, um jungen Menschen weltweit einen Zugang zur deutschen Sprache und Bildung zu ermöglichen. Der PAD fördert im Rahmen der Initiative u. a. Schulpartnerschaften und die Fortbildung ausländischer Lehrkräfte in Deutschland. Damit Schulen in Deutschland und im Ausland Kontakt aufnehmen können, unterhält der PAD das Partnersuchforum www.partnerschulnetz.de.
Weitere Aufgaben des Pädagogischen Austauschdienste sind die Förderung von Schulpartnerschaften und der Austausch von Lehrern und Schülern.
Zweimal im Jahr veröffentlicht der PAD das Magazin Austausch bildet, das kostenfrei bezogen werden kann. Informationen zu den laufenden Programmen werden über einen monatlichen E-Mail-Newsletter bekannt gegeben.